# تشاه بوزة (فردوس)
تشاه بوزة (بالإنجليزية: Chah-e Puzeh, Ferdows)‏ هي مستوطنة تقع في Howmeh Rural District في إيران.